# Козацька сільська рада (Білгород-Дністровський район)
Коза́цька сільська́ ра́да — колишня адміністративно-територіальна одиниця та орган місцевого самоврядування в Білгород-Дністровському районі Одеської області. Адміністративний центр — село Козацьке.

## Загальні відомості
Козацька сільська рада утворена в 1965 році.
- Територія ради: 53,46 км²
- Населення ради: 1 550 осіб (станом на 2001 рік)

## Населені пункти
Сільській раді були підпорядковані населені пункти:
- с. Козацьке

## Населення
Згідно з переписом 1989 року населення сільської ради становило 2693 особи, з яких 1244 чоловіки та 1449 жінок.
За переписом населення 2001 року в сільській раді мешкало 1535 осіб.

### Мова
Розподіл населення за рідною мовою за даними перепису 2001 року:
| Мова       | Відсоток |
| ---------- | -------- |
| українська | 85,29 %  |
| молдовська | 11,03 %  |
| російська  | 3,1 %    |
| болгарська | 0,26 %   |
| гагаузька  | 0,06 %   |
| польська   | 0,06 %   |
| циганська  | 0,06 %   |

## Склад ради
Рада складалася з 16 депутатів та голови.
- Голова ради:
- Секретар ради: Кушніренко Людмила Василівна

### Керівний склад попередніх скликань
| Прізвище, ім'я, по батькові    | Основні відомості                                    | Дата обрання | Дата звільнення |
| ------------------------------ | ---------------------------------------------------- | ------------ | --------------- |
| Константинова Галина Дмитрівна | Сільський голова, 1965 року народження, позапартійна | 26.03.2006   | 31.10.2010      |

Примітка: таблиця складена за даними сайту Верховної Ради України

### Депутати
За результатами місцевих виборів 2010 року депутатами ради стали:

#### За суб'єктами висування
| Суб'єкт висування | Кількість обраних депутатів | %    |
| ----------------- | --------------------------- | ---- |
| Народна партія    | 7                           | 43,8 |
| Партія регіонів   | 6                           | 37,5 |
| Самовисування     | 3                           | 18,8 |

#### За округами
| № округу        | Прізвище, ім'я, по батькові    | Дата визнання обраним | Освіта             | Партійна приналежність | Відомості про обраного депутата                                           |
| --------------- | ------------------------------ | --------------------- | ------------------ | ---------------------- | ------------------------------------------------------------------------- |
| Народна Партія  |                                |                       |                    |                        |                                                                           |
| 1               | Константинов Михайло Яковлевич | 01.11.2010            | середня спеціальна | член Народної партії   | сільськогосподарський виробничий кооператив «Україна», тракторист         |
| 5               | Щербина Галина Вікторівна      | 01.11.2010            | вища               | член Народної партії   | пенсіонер                                                                 |
| 6               | Кисла Ольга Іллівна            | 01.11.2010            | вища               | член Народної партії   | сільськогосподарський виробничий кооператив «Україна», головний бухгалтер |
| 9               | Шулякова Ольга Вікторівна      | 01.11.2010            | середня спеціальна | член Народної партії   | відділення зв'язку, завідувачка                                           |
| 12              | Мирза Анжела Миколаївна        | 01.11.2010            | вища               | член Народної партії   | сільськогосподарський виробничий кооператив «Україна», кухар              |
| 13              | Гудов Олександр Пилипович      | 01.11.2010            | середня спеціальна | член Народної партії   | сільськогосподарський виробничий кооператив «Україна», тракторист         |
| 14              | Цуркан Любов Терентіївна       | 01.11.2010            | вища               | член Народної партії   | пенсіонер                                                                 |
| Партія регіонів |                                |                       |                    |                        |                                                                           |
| 7               | Кожухар Оксана Захарівна       | 01.11.2010            | середня спеціальна | член Партії регіонів   | фельдшерсько-акушерський пункт, завідувачка                               |
| 8               | Кушніренко Людмила Василівна   | 01.11.2010            | вища               | член Партії регіонів   | Козацька сільська рада, секретар                                          |
| 10              | Константинов Едуард Васильович | 01.11.2010            | вища               | член Партії регіонів   | сільськогосподарський виробничий кооператив «Україна», завідувач СТФ      |
| 11              | Запша Іван Миколайович         | 01.11.2010            | середня спеціальна | член Партії регіонів   | ДП «ГПК Україна», водій                                                   |
| 15              | Джелоухова Лідія Улянівна      | 01.11.2010            | середня спеціальна | член Партії регіонів   | Козацька сільська рада, спеціаліст                                        |
| 16              | Шуляков Юрій Михайлович        | 01.11.2010            | середня спеціальна | член Партії регіонів   | сільськогосподарський виробничий кооператив «Україна», бригадир           |
| Самовисування   |                                |                       |                    |                        |                                                                           |
| 2               | Криворученко Олена Павлівна    | 01.11.2010            | середня спеціальна | позапартійна           | магазин «Санченко Т. В.», продавець                                       |
| 3               | Пєтров Сергій Костянтинович    | 01.11.2010            | вища               | позапартійний          | Архангело-Михайлівський храм, священик                                    |
| 4               | Чебан Яків Федосійович         | 01.11.2010            | вища               | позапартійний          | Козацька загальноосвітня школа І-ІІІ ст., вчитель                         |